# Trembleya
Trembleya es un género  de plantas fanerógamas pertenecientes a la familia Melastomataceae. Comprende 19 especies descritas y de estas, solo 3 aceptadas. Es originario de Brasil.

## Taxonomía
El género fue descrito por Augustin Pyrame de Candolle y publicado en Prodromus Systematis Naturalis Regni Vegetabilis 3: 125. 1828.

## Especies aceptadas
A continuación se brinda un listado de las especies del género Trembleya aceptadas hasta febrero de 2013, ordenadas alfabéticamente. Para cada una se indica el nombre binomial seguido del autor, abreviado según las convenciones y usos:
- Trembleya elegans (Cogn.) Almeda & A.B. Martins
- Trembleya parviflora (D. Don) Cogn.
- Trembleya phlogiformis DC.

## Biografía
1. Forzza, R. C. & et al. et al. 2010. 2010 Lista de espécies Flora do Brasil. https://web.archive.org/web/20150906080403/http://floradobrasil.jbrj.gov.br/2010/.